# لوگان اسکات باودن
لوگان اسکات باودن (انگلیسی: Logan Scott-Bowden؛ ۲۱ فوریه ۱۹۲۰ – ۹ فوریه ۲۰۱۴) فرد نظامی اهل بریتانیا بود. وی همچنین برندهٔ جوایزی همچون صلیب نظامی شده‌است.